# جون براشير
جون براشير (بالإنجليزية: John Brashear)‏ (و. 1840 – 1920 م) هو عالم فلك، ومهندس من الولايات المتحدة الأمريكية.
توفي عن عمر يناهز 80 عاماً.

## مناصب وهيئات
أدار جامعة بيتسبرغ.

## جوائز
حصل على جوائز منها:
- وسام إليوت كريسون  [لغات أخرى]‏.